# Třída Vettor Pisani
Třída Vettor Pisani byla třída pancéřových křižníků italského královského námořnictva. Celkem byly postaveny dvě jednotky této třídy. Ve službě byly v letech 1898–1920. Byly nasazeny za první světové války.

## Stavba

Základní uspořádání plavidel

Křižníky navrhl konstruktér Edoardo Masdea. Dvě jednotky této třídy postavila v letech 1892–1899 loděnice Arsenale di La Spezia v La Spezia.
Jednotky třídy Vettor Pisani:
| Jméno         | Založení kýlu | Spuštěna       | Vstup do služby | Osud                                                                                   |
| ------------- | ------------- | -------------- | --------------- | -------------------------------------------------------------------------------------- |
| Vettor Pisani | 1892          | 14. srpna 1895 | 1. dubna 1899   | V letech 1916-1918 opravárenská loď, roku 1918 přejmenován na Zenson, vyřazen 1920.    |
| Carlo Alberto | 1892          | 23. září 1896  | 1. května 1898  | V letech 1907-1910 cvičná loď, 1917-1918 přestavěna na transport vojáků, vyřazen 1920. |

## Konstrukce

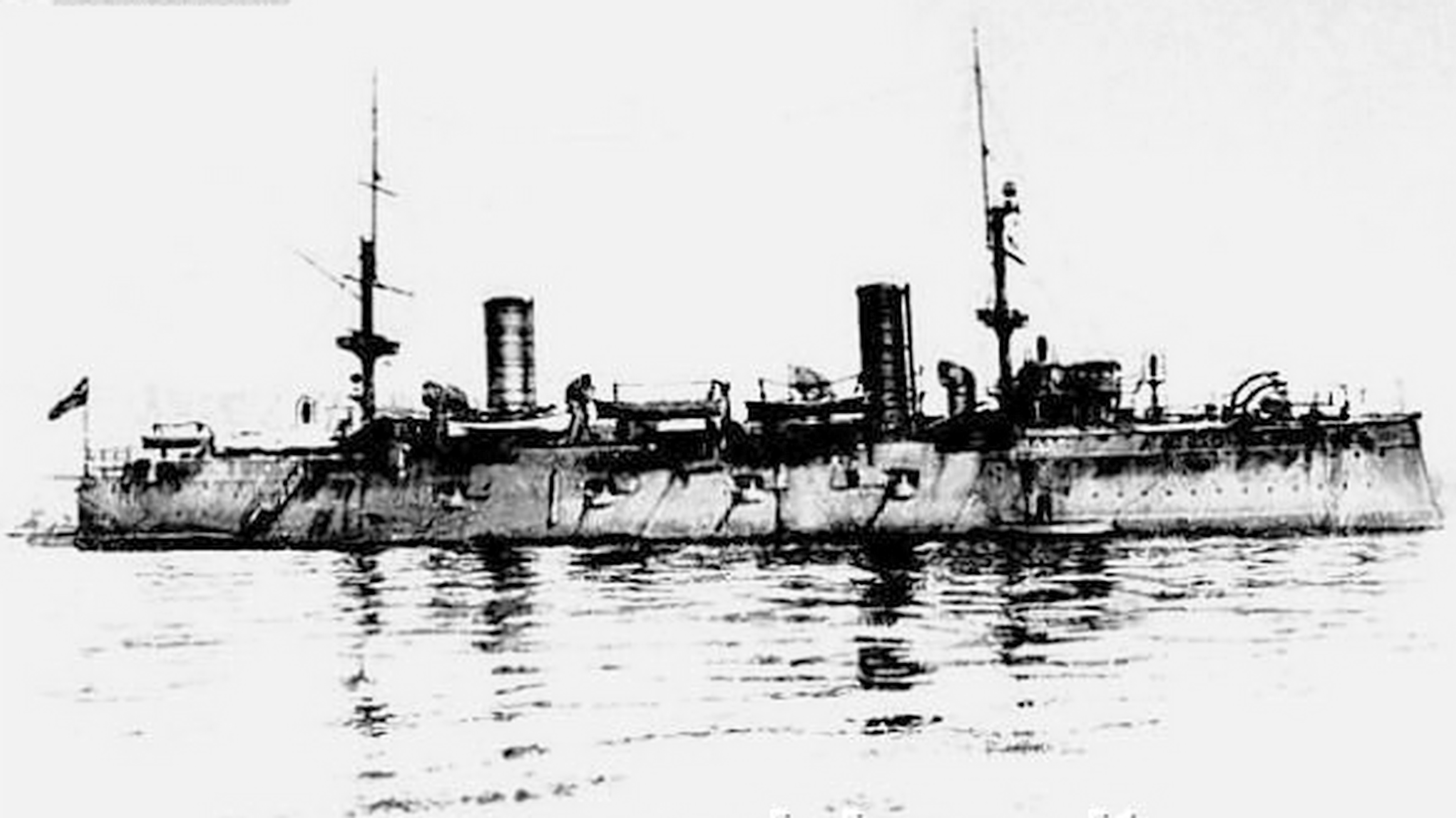
Vettor Pisani

Výzbroj křižníku Vettor Pisani tvořilo dvanáct 152mm kanónů, čtyři 120mm kanóny, dva 75mm kanóny, čtrnáct 57mm kanónů, osm 37mm kanónů, dva 11,4mm kuomety a čtyři 450mm torpédomety. Pohon obstarávaly dva parní stroje s trojnásobnou expanzí, kterým páru dodávalo 8 kotlů. Lodní šrouby byly dva. Pohonný systém měl výkon 13 259 hp. Křižník dosahoval rychlosti 18,6 uzlu. Jeho dosah byl 5400 námořních mil při rychlosti 10 uzlů.

## Služba
Oba křižníky byly nasazeny za první světové války. Roku 1920 byly vyřazeny.